# Norvegia ai Giochi della XXVII Olimpiade
La Norvegia partecipò ai Giochi della XXVII Olimpiade, svoltisi a Sydney, Australia, dal 15 settembre al 1º ottobre 2000, con una delegazione di 93 atleti impegnati in quindici discipline.

## Medaglie
| Medaglia | Atleta   | Sport  | Evento           |
| -------- | -------- | ------ | ---------------- |
| Oro      | Norvegia | Calcio | Torneo femminile |

## Risultati

### Calcio
- Donne

| Atleta | Classifica |                     |
| --- | --- | ------------------- |
| V · D · M Nazionale norvegese femminile · Calcio ai Giochi Olimpici Estivi 2000 1 Nordby · 2 Sandaune · 3 Kringen · 4 Tønnessen · 5 Espeseth · 6 Riise · 7 S. Gulbrandsen · 8 Knudsen · 9 Rapp · 10 Lehn · 11 Pettersen · 12 Jørgensen · 13 Bekkevold · 14 Mellgren · 15 Haugenes · 16 R. Gulbrandsen · 17 Bøe Jensen · 18 Hovland · 19 Kvitland · CT : Høgmo | Oro |                     |
| Nazionale norvegese femminile · Calcio ai Giochi Olimpici Estivi 2000 | |                     |
| 1 Nordby · 2 Sandaune · 3 Kringen · 4 Tønnessen · 5 Espeseth · 6 Riise · 7 S. Gulbrandsen · 8 Knudsen · 9 Rapp · 10 Lehn · 11 Pettersen · 12 Jørgensen · 13 Bekkevold · 14 Mellgren · 15 Haugenes · 16 R. Gulbrandsen · 17 Bøe Jensen · 18 Hovland · 19 Kvitland · CT: Høgmo                                                                                  | 1 Nordby · 2 Sandaune · 3 Kringen · 4 Tønnessen · 5 Espeseth · 6 Riise · 7 S. Gulbrandsen · 8 Knudsen · 9 Rapp · 10 Lehn · 11 Pettersen · 12 Jørgensen · 13 Bekkevold · 14 Mellgren · 15 Haugenes · 16 R. Gulbrandsen · 17 Bøe Jensen · 18 Hovland · 19 Kvitland · CT: Høgmo | Norvegia (bandiera) |